# Густав Шебеш
Густав Шебеш (мађ. Sebes Gusztáv; р. 22. јануара 1906. Будимпешта, Аустроугарска − 30. јануара 1986. Будимпешта, Народна Република Мађарска), право име Густав Шаренпек (мађ. Scharenpeck Gusztáv), је био мађарски фудбалер и тренер. Остао је упамћен и најпознатији је као тренер и духовни вођа златне мађарске екипе.
Највећи део своје играчке каријере је провео у ФК МТК Хунгарија (MTK Hungária FC), где је освојио три титуле шампиона Мађарске.
- Био је један од оснивача УЕФА-е (1954)
- Био је један од оснивача УЕФА Шампионске Лиге (1955)
- Председник мађарског олипијског комитета (1948-1956)
- Потпредседник мађарског спортског комитета (1950-1956)
- Потпредседник УЕФА-е (1954-1960)

Заједно са Белом Гутманом (Guttmann Béla) и Мартоном Буковијем (Bukovi Márton), Шебеш је чинио трио радикалних мађарских фудбалских тренера, који су унели нову 4-2-4 формацију у фудбалску теорију и терминологију.
Шебеш је ову формацију називао социјалистичим фудбалом, што је у ствари рана верзија тоталног фудбала, где је сваки фудбалер способан да игра било коју позицију и подноси исти терет и одговорност током утакмице, од бека па до крила.
Под вођством Шебеша, Мађарска репрезентација је одигралау континуитету 32 утакмице непоражена. То је рекорд који ни данас није оборен. Током овог периода Мађарска је освојила олимпијско злато у Хелсинкију 1952. године, титулу шампиона централне Европе 1953. и титуле вицешампиона света у Берну, на светском првенству 1954. године. Као тренер водио је тим на две незаборавне утакмице против Енглеске где су мађари одржали фудбалске лекције енглезима и победили у првој утакмици у Лондону на Вемблију 1953. године са 6:3 и следеће године у Будимпешти са 7:1.
Пораз у финалу светског првенства 1954. је био почетак краја Шебешове тренерске каријере. После овог пораза, под вођством Шебеша, Мађарска је одиграла још 18 утакмица непоражена све до 19. фебруара 1956, када је Мађарска изгубила од Турске са 3:1.
После пораза од Белгије 5:4, 3. јуна 1956, Шебеш се повукао са места савезног тренера али је остао присутан у мађарском фудбалу као тренер клубова Доже, Хонведа и Диошђера.

## Почетак каријере
Густав Шебеш потиче из обућарске породице, фудбал је почео да игра у нижеразредним мађарским клубовима. Радио је као организатор у занатском удружењу и у Будимпешти и у Паризу. У Француској је радио за Рено у Бијанкуру као монтер. У фирми је постајао фудбалски клуб Олимпик Бијанкур за који је Шебеш у почетку играо. (На путу за Лондон, 1953, Шебеш се зауставио са мађарским националним тимом да би одиграо пријатељску тренинг утакмицу са својим бившим тимом, пред 3.000 гледалаца Шебешов златни тим је победио Шебешов тим из младости са 18:1.)
Повратком у Мађарску 1920. године Шебеш се прикључује прволигашу МТК, где су већ играли Калмар Јене (Jenő Kálmár) и Титкош Пал (Pál Titkos), обојица су му касније били помоћни тренери, са којима осваја три титуле шампиона мађарске и једанпут мађарски куп.

### Хонвед и МТК
Густав Шебеш је као члан тројне комисије, друга два члана су били Бела Мандик (Béla Mandik) и Габор Компоти - Клебер (Gábor Kompóti-Kléber), 1948. године преузео бригу о фудбалској репрезентацији Мађарске. Комплетну контролу над националним тимом је преузео 1949. године када је добио положај министра за спорт. Његова инспирација су били аустријски Вундертим и италијанска репрезентација из тридесетих година, која је освојила два светска првенства 1934. и 1938. године. Оба тима су користила играче из минималног броја клубова и Шебеш је хтео да уведе исти систем и у мађарској националној репрезентацији. У то време у Мађарској су два најјача клуба била ФК Ференцварош и МТК. МТК је припадао тајној полицији, док су Ференцварош држали десничари, што је натерало Шебеша да се окрене ФК Кишпешт који је тада преузет на бригу од стране Министарства одбране и постао армијски клуб са новим именом ФК Хонвед.
У Кишпешту су већ играли Ференц Пушкаш и Јожеф Божик а на оку су им били Шандор Кочиш, Золтан Цибор и Ласло Будаји из Ференцвароша, Ђула Лорант из ФК Вашаша и голман Ђула Грошич из нижеразредног МАТЕОСА.
Захваљујући армијској подршци, Шебеш је имао тако речи неограничени фонд који је користио за остваривање својих циљева са националном селекцијом. Мартин Букови је као тренер МТК увео систем 4-2-4, који је касније усвојен од стране Шебепша у националном тиму. Такође, МТК је користио Нандор Хидегкутија и Петар Палоташа за игру мењања позиције центарфора и везног, тако да центарфор, Хидегкути, је улазио у напад из позадине. Друга два играча Михаљ Лантош и Јожеф Закаријаш су поред чврсте одбране давали подршку нападу.

### Олимпијски шампион
Густав Шебеш и национални тим су први пут дошли у жижу међународне јавности на летњим олимпијским играма 1952. године у Хелсинкију. Са играчима Пушкашевог и Кочишевог калибра, мађари су лако дошли до финала. У пет утакмица су дали 20 голова а примили само 2. У полуфиналу су победили браниоца олимпијског злата Шведску са 6:0, а у финалу су имали нешто тежи посао, играли су против тима Југославија у којој су били све сами асови Рајко Митић, Стјепан Бобек, Златко Чајковски, Вујадин Бошков, Владимир Беара и остали, а Југославија је тада промењивала сличан систем 4-2-4, тако да је крајњи резултат од 2:0 показао снагу и равноправност тадашње Југословенске екипе. У финалној утакмици голове су дали ференц Пушкаш и Золтан Цибор.
Између осталих, на финалној утакмици, у гледалишту је био и Стенли Раус (Stanley Rous), тада генерални секретар енглеске федерације, који је импресиониран игром мађара позвао репрезентацију Мађарске да одигра пријатељску утакмицу против Енглеске на Вемблију.

### Мађарска против Енглеске
За утакмицу против Енглеске, Шебеш је своју репрезентацију веома методично спремао. Између осталог тренинге је одрађивао са нешто тежим лоптама, које су се користиле у Енглеској, затим величину терена за тренинге је подесио да одговарају величини терена на Вемблију. Такође је на тренинг утакмицама имао противнике, мађарске клубове, који су добили инструкције да играју енглески стил игре. Са овим начином припрема, пре утакмице са енглезима, Мађарска је одиграла утакмицу против Шведске, коју је водио енглески селектор Џорџ Рајнор (George Raynor). Такође је избацио у први план Нандора Хидегкутија уместо Палоташа у улози повученог центарфора и ослободио простор за Кочиша, тако да је имао два изванредна голгетера у тиму који не сметају један другом.
Мађарска је одиграла утакмицу на Вемблију 25. новембра 1953, против до тада непоражене Енглеске, која је у саставу имала поред осталих Стенли Метјуса, Стен Мортенсена, Били Рајта и Алф Ремзија, и победила са 6:3.
У сјајној фудбалској представи, Хидегкути је постигао хет трик а Пушкаш је погодио мрежу два пута. После утакмице је заказана и узвратна утакмица у оквиру припрема за светско првенство 1954. И у овој узвратној утакмици су Мађари одржали лекцију енглезима на Непстадиону пред 100.000 гледалаца и победили са 7:1.

### Светско првенство 1954
Мађарски национални тим је у ово првенство ушао пун самопоуздања и са имиђем непобедивости од 1950. Веома лако су прошли групу, са победама против Јужне Кореје од 9:0и против ослабљене Немачке са 8:3. У четвртфиналу су победили Бразил са 4:2, ту је после утакмице Шебеш зарадио четири копче од неке залутале флаше, пошто је избила туча (Бернска Битка) између мађарских и бразилских играча. У полуфиналу су победили владајућег светског првака репрезентацију Уругваја такође са 4:2 у продужецима, головима Шандора Кочиша (у регуларном делу је било 2:2).
У финалној утакмици мађари Лака коњица, поново се срела са Немцима Панцирима. Резултат је био поразан за Шебеша. Његова екипа је изгубила са 3:2 у утакмици која је и данас позната под именом Чудо у Берну.

## Признања
Тренер
Мађарска
- Олимпијски шампион
  - 1952.
- Шампион Централно Европског интернационалног купа
  - 1953.
- Светски куп
  - Финалиста: 1954.

Играч
МТК (MTK Hungária FC/Hungária FC)
- Мађарска лига
  - Шампион : 1929, 1936, 1937: 3
  - Вице шампион : 1928, 1931, 1933, 1940: 4
- Мађарски куп
  - Шампион : 1932 : 1
  - Вице шампион : 1930, 1935: 2

## Тимови у којима је играо
- 1919. — 1920 СД Мисаки Долгозок (Müszaki Doldozók SE)
- 1920. — 1924 ФК Вашаш (Vasas FC)
- 1925. — 1926 Савиџис Номадес (Sauvages Nomades)
- 1926. — 1927 Клуб Олимпик Бијанкур (Club Olympique Billancourt)
- 1927. — 1929 МТК (MTK)
- 1929. — 1940 Хунгарија (Hungária FC)
- 1945. — 1945 МТК (MTK)

## Тимови које је тренирао
- 1940. — 1941 ФК Сентлеринц (Szentlõrinci AC)
- 1942. — 1943 ВМКАШЕ (WMKASE)
- 1943. — 1944 СД Вајс Манфред (Weiss Manfred SE)
- 1945. — 1946 ФК Будафок МТЕ (Budafoki MTE)
- 1949. — 1957 Савезни селектор Мађарске (Magyarország, szövetségi kapitány)
- 1957. — 1960 ФК Ујпешт Дожа (Újpesti Dózsa)
- 1960. — 1961 ФК Хонвед (Kispest Honvéd)
- 1968. — 1968 ФК Диошђер ВТК (DVTK)